# Аферисти Дік та Джейн розважаються (фільм, 2005)
«Аферисти Дік та Джейн розважаються» (англ. Fun with Dick and Jane) — комедійний фільм 2005 року з Джимом Керрі і Теа Леоні у головних ролях, ремейк однойменного фільму 1977 року.

## Сюжет
Історія розпочинається з раптового банкрутства з вини генерального директора Джека Маккалістера великої медіа-корпорації Globodyne, у якій на високооплачуваній посаді працював Дік Гарпер, що втрачає через банкрутство компанії роботу, заощадження та пенсію. Фінансові проблеми, які раптом виникли перед подружжям Діка і Джейн, вони намагаються вирішити спочатку законним, а потім і незаконним шляхом, що породжує низку кумедних ситуацій, кульмінацією яких стає помста Джеку Маккалістеру.

## У ролях
| Актор              | Роль             |
| ------------------ | ---------------- |
| Джим Керрі         | Дік Гарпер       |
| Теа Леоні          | Джейн Гарпер     |
| Алек Болдвін       | Джек Маккалістер |
| Річард Дженкінс    | Френк Баскомб    |
| Енджі Гармон       | Вероніка Кліман  |
| Річард Бергі       | Джо Кліман       |
| Джон Майкл Гіґґінс | Гарт             |
| Глорія Гараюа      | Бланка           |

## Критика
Фільм отримав середні та змішані відгуки: Rotten Tomatoes дав оцінку 29% на основі 134 відгуків від критиків і 49% від більш ніж 250 000 глядачів.